# نیوتاون گرنت (پنسیلوانیا)
نیوتاون گرنت (به انگلیسی: Newtown Grant) یک منطقهٔ مسکونی در ایالات متحده آمریکا است که در پنسیلوانیا واقع شده‌است. نیوتاون گرنت  ۳٬۶۲۰ نفر جمعیت دارد.